# Горбулівська волость
Горбулівська волость — історична адміністративно-територіальна одиниця Радомисльського повіту Київської губернії з центром у селі Горбулів.

## Історія
Станом на 1886 рік складалася з 12 поселень, 12 сільських громад. Населення — 6908 осіб (3400 чоловічої статі та 3508 — жіночої), 715 дворових господарств.
Наприкінці 1880-х років волость було ліквідовано, більша частина відійшла до Потіївської волості (села Видибор, Горбулів, Пилиповичі, Свидя, Торчин), менша — до Коростишівської волості (села Кам'яний Брід, Слобідка).
У 1910-х роках волость відновлено майже у тому ж складі, що і у ХІХ столітті, за винятком сіл Кам'яний Брід та Слобідка, що залишилися у Коростишівській волості. За даними 1920 року до складу волості входило 27 поселень — 16 сіл, 8 хуторів, 2 колонії, 1 урочище із загальним населенням 10 916 осіб.
|                     | Площа, десятин | У тому числі орної, дес. |
| ------------------- | -------------- | ------------------------ |
| Сільських громад    | 10220          | 7371                     |
| Приватної власності | 10588          | 4557                     |
| Іншої власності     | 217            | 139                      |
| Загалом             | 21025          | 12067                    |

Поселення волості:
- Горбулів — колишнє власницьке село за 20 верст від повітового міста, 945 осіб, 129 дворів, православна церква, костел, школа, 2 постоялих будинки, лавка. За 2 версти — винокурний завод. За 17 верст — смоляний завод.
- Видибор — колишнє власницьке село, 507 осіб, 73 двори, православна церква, постоялий лавка. Поруч — колонія євреїв-землевласників із 113 мешканцями, молитовним будинком і шкіряним заводом.
- Кам'яний Брід — колишнє власницьке село при річці Бистріївка, 880 осіб, 98 дворів, православна церква, школа, лавка, копальня лабрадориту.
- Пилиповичі — колишнє власницьке село при річці Бистріївка, 632 особи, 71 двір, єврейський молитовний будинок, постоялий будинок.
- Свидя — колишнє власницьке село, 477 осіб, 58 дворів, православна церква, 2 постоялих будинки.
- Слобідка — колишнє власницьке село при річці Бистріївка, 710 осіб, 107 дворів, православна церква, постоялий будинок. Поруч — колонія євреїв-землевласників із 156 мешканцями.
- Торчин — колишнє власницьке село, 657 осіб, 83 двори, православна церква, постоялий будинок, лавка, 2 вітряних млини, крупорушка.